# Thomas Dick
Thomas Dick (* 1877 in Port Macquarie; † 1927) war ein australischer Fotograf.

## Leben und Werk
Dicks Großvater und Vater waren Gerber, bevor Thomas’ Vater begann seinen Lebensunterhalt mit Austern zu verdienen. Der Zoologe Theo Roughley half Thomas Dick beim Start in die Fotografie. Dick erwarb mit Roughleys Hilfe seine erste Kamera und richtete sich eine Dunkelkammer ein.
Thomas Dick fotografierte vorwiegend das Leben des australischen Volks der Birpai. Fotografien aus Birrpai–Beyond the Lens of Thomas Dick (1974), eine Installation mit 15 Schwarz-Weiß-Fotografien von Thomas Dick (1910) wurde 2017 auf der documenta 14 gezeigt.